# Brasilianische Faustballnationalmannschaft der Männer
Die brasilianische Faustballnationalmannschaft der Männer ist die von den brasilianischen Nationaltrainern getroffene Auswahl brasilianischer Faustballspieler. Sie repräsentieren die Confederacao Brasileira de Desportes Terrestres (C.B.D.T.)
auf internationaler Ebene bei Veranstaltungen der International Fistball Association. Brasilien gehört zu den führenden Faustballnationalmannschaften der Welt.

## Internationale Erfolge
Die Männernationalmannschaft Brasiliens ist nach Deutschland zweiterfolgreichste Nationalmannschaft der Welt. Zwei Mal gewann Brasilien den Weltmeistertitel, zuletzt 2003 in Porto Alegre.

### Weltmeisterschaften
Bei elf der insgesamt 14 ausgetragenen Weltmeisterschaften stand die brasilianische Faustballnationalmannschaft auf dem Podest. 1999 in Olten und bei der Heim-WM 2003 in Porto Alegre gewann die Nationalmannschaft die Goldmedaille.
| - 1968 in Österreich: 4. Platz (von 8) - 1972 in Deutschland: 2. Platz (von 7) - 1976 in Brasilien: 2. Platz (von 6) - 1979 in der Schweiz: 3. Platz (von 8) - 1982 in Deutschland: 2. Platz (von 8) | - 1986 in Argentinien: 3. Platz (von 6) - 1990 in Österreich: 3. Platz (von 11) - 1992 in Chile: 3. Platz (von 10) - 1995 in Namibia: 4. Platz (von 10) - 1999 in der Schweiz: 1. Platz (von 12) | - 2003 in Brasilien: 1. Platz (von 10) - 2007 in Deutschland: 2. Platz (von 12) - 2011 in Österreich: 3. Platz (von 12) - 2015 in Argentinien: 4. Platz (von 14) - 2019 in der Schweiz: 4. Platz (von 18) |

### World Games
| - 1985 in London ( Vereinigtes Königreich): 3. Platz - 1989 in Karlsruhe ( Deutschland): 2. Platz - 1993 in Den Haag ( Niederlande): 4. Platz - 1997 in Lahti ( Finnland): 3. Platz - 2001 in Akita ( Japan): 2. Platz | - 2005 in Duisburg ( Deutschland): 2. Platz - 2009 in Kaohsiung ( Taiwan): 1. Platz - 2013 in Cali ( Kolumbien): 4. Platz - 2017 in Breslau ( Polen): 4. Platz |

## Aktueller Kader
Kader bei der Faustball-WM 2015 in Argentinien:
| Nr.            | Name                       | Verein                   |         |         |         |         |         |
| Angriff        | Angriff                    | Angriff                  | Angriff | Angriff | Angriff | Angriff | Angriff |
| -------------- | -------------------------- | ------------------------ | ------- | ------- | ------- | ------- | ------- |
| 1              | Jayme Andrioli             | Merces Curitiba          |         |         |         |         |         |
| 4              | Isaac Azevedo              | Sogipa Porto Alegre      |         |         |         |         |         |
| 6              | Felipe Binotto             | FB Elgg-Ettenhausen      |         |         |         |         |         |
| 10             | Rodrigo Sprandel           | Sogipa Porto Alegre      |         |         |         |         |         |
| Abwehr/Zuspiel |                            |                          |         |         |         |         |         |
| 2              | Alexandre Sales            | São Bento do Sul         |         |         |         |         |         |
| 3              | Eduardo Garay              | Sogipa Porto Alegre      |         |         |         |         |         |
| 5              | Matheus Lammel             | Novo Hamburgo            |         |         |         |         |         |
| 7              | Sergio Mueller             | Duque de Caxias Curitiba |         |         |         |         |         |
| 8              | Francisco Schmidt          | Florianópolis            |         |         |         |         |         |
| 9              | Guilhermo Theis Dos Santos | Guarani Esporte Clube    |         |         |         |         |         |

### Trainer
| Name                      | Funktion   |
| ------------------------- | ---------- |
| Gerson Süffert            | Trainer    |
| Leandro Fleck             | Co-Trainer |
| Paulo Ricardo Raya Farias | Co-Trainer |

## Männer-Nationaltrainer seit 1993
| Name           | von  | bis  | Anmerkungen, Erfolge    |
| -------------- | ---- | ---- | ----------------------- |
| Valdir Simioni | 1993 | 1995 | 4. Platz WM 1995        |
| Gastão Englert | 1996 | 2011 | Weltmeister 1999 & 2003 |
| Gerson Süffert | 2012 |      | 4. Platz WM 2015        |